# 第27回全国中等学校優勝野球大会
第27回全国中等学校優勝野球大会（だい27かいぜんこくちゅうとうがっこうゆうしょうやきゅうたいかい）は、1941年（昭和16年）に行われる予定だった全国中等学校優勝野球大会である。

## 概要
地方大会半ばで独ソ戦に便乗して発動された関特演に伴う軍隊の大動員による交通輸送の逼迫のため、基本的に県をまたいでの移動が禁止され、結果的にいくつかの予選と本大会が中止された。この年は、社会人野球でも都市対抗野球大会が同様の理由で中止になっている。これより1946年（昭和21年）に再開されるまで、戦争のために中断という形になっている。実際には1942年（昭和17年）に全国大会を行うが、主催者が文部省で朝日新聞社でないため、全国中等学校優勝野球大会の記録に含まれていない。
大会の予選は、6月14日の鹿児島県大会からはじまった。しかし、文部省の次官通達によって、全国的なスポーツ競技会が中止となり、7月16日付東京朝日新聞朝刊にわずか6行で大会の中止が告げられた。7月11日付の『朝日新聞』には、北九州の予選展望と、沖縄県大会での沖縄二中の優勝を報じる記事が掲載されているが、7月13日付では、全国大会の予選という位置づけではなく、単に「中等野球」として、「熊本県大会」と「北鮮大会」の結果が報じられている。
そのためその後、各県では県レベルにとどめて大会を行ったところもあり、「予選」になるはずだった対戦が、夏から秋にかけて行われたところも多い。また、全国大会ではなくなったため、試合の参加をとりやめた学校もあった。
日本統治下にあった朝鮮、満洲、台湾が最後に参加した大会でもあった。
大会の再開の兆しが見えなくなり、1942年7月12日に朝日新聞が紙面で大会の終止を掲載。12月3日に第26回大会で優勝（2連覇）した海草中が大阪の朝日新聞本社を訪れ、優勝旗を返還した。
海草中にとって中京商（第17～19回大会）以来の夏3連覇に挑む大会だったが、中止により幻となった（5年後に再開された第28回大会では全国大会出場を逃している）。
各県優勝校のなかで太字の学校は2020年現在春・夏の全国大会への出場がない。

### 北海道地区大会
- 札幌支部大会（7月13日-16日）。
  - 札幌一中が優勝。決勝でのスコアは、5-1（対札幌商）。
- 釧路・旭川・小樽・函館の各支部では試合の実施なし。

### 奥羽地区大会
- 青森県大会（7月26日、27日）
  - 青森工が優勝。決勝でのスコアは、5×-4（対青森中）。
- 岩手県・秋田県は試合の実施なし。

### 東北地区大会
- 山形県大会（9月21日-23日）
  - 山形商が優勝。決勝でのスコアは、7-5（対山形中）。
- 宮城県大会（7月26日-28日）
  - 仙台二中が優勝。決勝でのスコアは、3-1（対仙台一中）。
- 福島県は試合の実施なし。

### 北関東地区大会
- 茨城県大会（10月4日、5日）
  - 水戸商が優勝。決勝でのスコアは、1-0（対茨城工）。
- 栃木県大会（8月28日-9月1日）
  - 下野中が優勝。決勝でのスコアは、3-1（対市宇都宮商）。
- 群馬県大会（8月12日-15日）
  - 桐生中が優勝。決勝でのスコアは、2-0（対桐生工）。

### 南関東地区大会
- 埼玉県大会（8月3日-8日）
  - 大宮工が優勝。決勝でのスコアは、4-3（対川越中）。
- 千葉県大会（8月2日-5日）
  - 千葉商が優勝。決勝でのスコアは、8-1（対関東中）。
- 神奈川県大会（7月28日-8月4日）
  - 横浜商が優勝。決勝でのスコアは、5-3（対神奈川商工）。

### 東京地区大会
- 東京府大会（7月23日-8月6日）
  - 帝京商が優勝。決勝でのスコアは、14-0（対京王商）。

### 信越地区大会
- 長野県大会（9月28日、29日）
  - 長野商が優勝。決勝でのスコアは、3×-2（対松本商、延長10回）。
- 新潟県大会（7月24日-28日）
  - 長岡商が優勝。決勝でのスコアは、8-0（対新潟商）。

### 山静地区大会
- 山梨県大会（8月1日-3日）
  - 韮崎中が優勝。決勝でのスコアは、5×-4（対日川中）。
- 静岡県大会（8月5日-10日）
  - 島田商が優勝。決勝でのスコアは、3-0（対富士商）。

### 北陸地区大会
- 石川県大会（8月23日、24日）
  - 金沢商が優勝。決勝でのスコアは、9-5（対金沢一中）。
- 福井県大会（7月27日）
  - 敦賀商が優勝。リーグ戦で実施され、勝ち抜けて出場決定。
- 富山県は試合の実施なし。

### 東海地区大会
- 岐阜県大会（8月4日-6日）
  - 岐阜商が優勝。決勝でのスコアは、20-0（対岐阜二工）。
- 愛知県・三重県は試合の実施なし。

### 京津地区大会
- 滋賀県大会（8月1日-5日）
  - 膳所中が優勝。決勝でのスコアは、1-0（対大津商、延長14回）。
- 京都府大会（8月1日-7日）
  - 平安中が優勝。決勝でのスコアは、5-4（対京都一商）。

### 紀和地区大会
- 奈良県大会（8月2日-4日）
  - 畝傍中が優勝。決勝でのスコアは、8-3（対五條中）。
- 和歌山県は試合の実施なし。

### 大阪地区大会
- 8月3日-13日に開催。
  - 日新商が優勝。決勝でのスコアは、1×-0（対浪華商、延長13回）。

### 兵庫地区大会
- 7月25日-29日に開催。
  - 2回戦の途中で中断。優勝校を決めなかった。

### 山陽地区大会
- 岡山県大会（8月17日-19日）
  - 関西中が優勝。決勝でのスコアは、3-0（対玉島商）。
- 広島県・山口県は試合の実施なし。

### 山陰地区大会
- 鳥取県大会（8月3日）
  - 米子中が優勝。決勝でのスコアは、2-1（対鳥取商）。
- 島根県は試合の実施なし。

### 四国地区大会
- 高知県大会（7月29日）
  - 高知市商が優勝。リーグ戦で実施され、勝ち抜けて出場決定。
- 香川県・愛媛県・徳島県は試合の実施なし。

### 北九州地区大会
- 長崎県大会（7月17日-19日）
  - 長崎商が優勝。決勝でのスコアは、3-1（対鎮西学院）。
- 福岡県・佐賀県は試合の実施なし。

### 南九州地区大会
- 熊本県大会（7月12日-13日）
  - 熊本工が優勝。決勝でのスコアは、9-0（対熊本商）。
- 大分県大会（7月16日、17日）
  - 大分商が優勝。決勝でのスコアは、2-0（対大分工）。
- 宮崎県大会（7月6日）
  - 宮崎中が優勝。決勝でのスコアは、8-0（対宮崎商）。
- 鹿児島県大会（6月14日-21日）
  - 鹿児島商が優勝。決勝でのスコアは、5×-4（対鹿児島実、延長13回）。
- 沖縄県大会（7月9日、10日）
  - 沖縄二中が優勝。決勝でのスコアは、9-1（対沖縄水産）。

### 朝鮮地区大会
- 北鮮大会（7月12日、13日）
  - 清津水産が優勝。決勝でのスコアは、11-1（対咸興商）。
- 西鮮・中鮮・湖南・南鮮の各大会は試合の実施なし。

### 満洲地区大会
- 7月17日-19日に開催。
  - 天津商が優勝。リーグ戦で実施され、勝ち抜けて出場決定。

### 台湾地区大会
- 7月24日-30日に開催。
  - 嘉義中が優勝。決勝でのスコアは、8-0（対台北二師範）。
  - 2回戦の嘉義農-台北工戦は最初の試合で0-0（8回降雨引き分け）、再試合でも0-0（7回降雨引き分け）、再々試合で延長25回の記録を作り2-1で嘉義農が勝つという3日間、40イニングの死闘を繰り広げた。